# Kret iberyjski
Kret iberyjski (Talpa occidentalis) – gatunek ssaka z rodziny kretowatych (Talpidae).
Gatunek endemiczny obecny w centralnej i zachodniej części Półwyspu Iberyjskiego. Zamieszkuje pola, łąki i pastwiska Hiszpanii i Portugalii. Na południu jego występowanie ograniczone jest do terenów wyżynnych i górskich – spotykany do wysokości: 2300 m n.p.m. w górach Sierra Nevada, 1800 m n.p.m. w Sierra de Gredos, 1500 m n.p.m. w Górach Kantabryjskich oraz 1200–1300 m n.p.m. w Sierra de Guadarrama.
Osiąga rozmiary: długość 96-130 mm, masa ciała 34-66 g. Osobniki tego gatunku są aktywne płciowo od września do maja. Tak długi okres rozrodu powoduje, że niektóre samice mogą dać kilka miotów w ciągu jednego sezonu
Do lat 80. ubiegłego stulecia gatunek ten traktowany był jak podgatunek kreta ślepego (T. caeca), jednak dzięki analizom materiału genetycznego uzyskał on rangę osobnego gatunku. Liczba chromosomów (2n) = 34.